# Kardinalstatssekreterare
Kardinalstatssekreteraren är ordförande för Heliga stolens statssekretariat, motsvarande en regeringschef. Då Vatikanstaten inte har någon egen diplomatkår eller egentlig utrikespolitik (till skillnad från Heliga stolen) fungerar kardinalstatssekreteraren ex officio i en motsvarande roll som utrikesminister för Vatikanstaten. 
Kardinalstatssekreterare är sedan 2013 Pietro Parolin.

## Lista över Vatikanstatens kardinalstatssekreterare sedan 1644
Statssekreteraren är alltid kardinal, och har titeln kardinalstatssekreterare. Mellan 1944 och 1958 fanns ingen kardinalstatssekreterare.
1. Giovanni Giacomo Panciroli (1644-1651)
2. Fabio Chigi (1651-1655); blev sedan påve med namnet Alexander VII (1655-1667)
3. Giulio Rospigliosi (1655-1667); blev därefter påve med namnet Clemens IX (1667-1669)
4. Decio Azzolini d.y. (1667-1669)
5. Federico Borromeo (1670-1673)
6. Francesco Nerli (1673-1676)
7. Alderano Cybo (1676-1689)
8. Giambattista Rubini (1689-1691)
9. Fabrizio Spada (1691-1700)
10. Fabrizio Paolucci (1700-1721) (1:a perioden)
11. Giorgio Spinola (1721-1724)
12. Fabrizio Paolucci (1724-1726) (2:a perioden)
13. Niccolò Maria Lercari (1726-1730)
14. Antonio Banchieri (1730-1733)
15. Giuseppe Firrao (1733-1740)
16. Silvio Valenti Gonzaga (1740-1756)
17. Alberico Archinto (1756-1758)
18. Ludovico Maria Torriggiani (1758-1769)
19. Lazzaro Opizio Pallavicini (1769-1785)
20. Ignazio Boncompagni Ludovisi (1785-1789)
21. Francesco Saverio de Zelada (1789-1796)
22. Ignazio Busca (1796-1797)
23. Giuseppe Doria Pamphili (1797-1799)
24. Ercole Consalvi, pro-sekreterare(1800); sekreterare (1800-1806)
25. Filippo Casoni (1806-1808)
26. Giulio Gabrielli den yngre (1808-1814)  – Giuseppe Doria Pamphilj, pro-sekreterare (1808) – Bartolomeo Pacca den äldre, pro-sekreterare (1808-1814)
27. Ercole Consalvi (1814-1823)
28. Giulio Maria della Somaglia (1823-1828)
29. Tommaso Bernetti, pro-sekreterare (1828-1829) (1:a perioden)
30. Giuseppe Albani (1829-1830)
31. Tommaso Bernetti, pro-sekreterare (1831); kardinalsekreterare(1831-1836) (2:a perioden)
32. Luigi Lambruschini (1836-1846)
33. Pasquale Tommaso Gizzi (1846-1847)
34. Gabriele Ferretti (1847-1848)
35. Giuseppe Bofondi (1848)
36. Giacomo Antonelli (1848) (1:a perioden)
37. Anton Francesco Orioli (1848) (ad interim)
38. Giovanni Soglia Ceroni (1848)
39. Giacomo Antonelli (1848-1876) (2:a perioden)
40. Giovanni Simeoni (1876-1878)
41. Alessandro Franchi (mars-juli 1878)
42. Lorenzo Nina (1878-1880)
43. Lodovico Jacobini (1880-1887)
44. Mariano Rampolla (1887-1903)
45. Rafael Merry del Val (1903-1914)
46. Domenico Ferrata (sept-okt 1914)
47. Pietro Gasparri (1914-1930)
48. Eugenio Pacelli (1930-1939) blev därefter påve med namnet Pius XII
49. Luigi Maglione (1939-1944)
50. Domenico Tardini (1958-1961)
51. Amleto Giovanni Cicognani (1961-1969)
52. Jean-Marie Villot (1969-1979)
53. Agostino Casaroli (1979-1990)
54. Angelo Sodano (1991–2006)
55. Tarcisio Bertone (15 september 2006 – 15 oktober 2013)
56. Pietro Parolin (15 oktober 2013–)